# كونت غاتون
جاتون ديل بيرزو (ربما 853-878)، كونت ال بيرزو و أستورغا، ربما كان ابن الملك راميرو الأول ملك أستورياس، وكان نبيل الذي اضطلع بدور أساسي في جيوش الاسترداد من الأراضي من جليقيةو ليون و زامورا، وإعادة تعميرها.

## نسبه
يعتقد معظم النسيبون بأستناد الخط الأنساب في من كتاب البيان المغرب في اختصار أخبار ملوك الأندلس والمغرب الذي كتبه ابن عذاري ، الذي يضعه كشقيق للملك أردونيو الأول وبالتالي ابن راميرو الأول، وهناك مؤلفين آخرين يعتبره شقيق زوجة أردونيو.

## دوره في حروب الاسترداد وإعادة التعمير
تم الأسترداد ال بيرزو من المسلمين وهدة أزمة ديموغرافية والاقتصادية خطيرة في 850، أردونيو الأول، قام بمراعاة هيبة الكونت غاتون، كلفه بالاسترداد وإعادة تعمير المنطقة، بمساعدة القشتالية والأسترية وموزارابيك.
بدءاً من الشمال الغربي من ال بيرزو، قام العديد من الحملات العسكرية من أجل السيطرة على الأراضي بيرسيانوس، فضلا عن ليون وزامورا، لحصول على تأمين مساعدات أولى، وجزء كبير من الثانية.
وكان له دور في إعادة تعمير هذه الأراضي الهامة جداً، الاضطلاع بدور هذه المهمة، إعادة إسكانها يكونوا، في ذلك الوقت، الكثير من ليون وزامورا ومع أُناس من ال بيرزو. في السنة 854 يتعهد تعمير أستورغا وتشهد على وثيقة من سنة 878 .
في 854 أردونيو الأول ملك أستورياس أرسل قوات للمساعدته في طليطلة الذين قد ثاروا ضد الحكم عبد الرحمن الأوسط فخوفاً من الانتقام من أمير، وطلبوا الدعم. فأرسل الملك قواته بقيادة الكونت غاتون الذي هزم بعد الوقوع في كمين، وتوفى فوراً، وفقا "سجلات العربية"، حيث توفى نحو ثمانية آلاف مسيحي.

## الزواج والذرية
تزوج إجيلونا (تسمى أيضا إجلو)، ولد له أربعة أبناء من هذا الزواج:
- ساراكينو جاتونيز.
- برمودو جاتونيز .
- إرميسيند جاتونيز متزوجة من هرمنغيلدو غوتيريز الفاتح كويمبرا، و إيرل مايوردمو الملك ألفونسو العظيم. نتج من هذا الزواج عدة أبناء منهم إلبيرة مينيديس زوجة أردونيو الأول من جليقفية والثاني من ليون ، وأيضا جدة سانت روسيندا ·
- سافاريكو الثاني، أسقف لموندينيدو من 907 إلى 925-926·
- باتروينا غاتونيز .